# Maison aux deux vitrines
La Maison aux deux vitrines est une double maison de commerce de style Art nouveau située à Jambes (Namur) aux nos 82/84 de l'avenue Jean Materne.

## Histoire
Ces maisons géminées sont l'œuvre de l'architecte Adolphe Ledoux, très actif à Jambes pendant les années 1905-1909. La construction de cette double maison eut lieu en 1908 et 1909.

## Description
La façade est composée de briques rouges et beiges. Le soubassement et les arcs des vitrines sont en pierre bleue. Bien que classé depuis 1992, l'état actuel du bâtiment laisse à désirer.

### Les deux vitrines

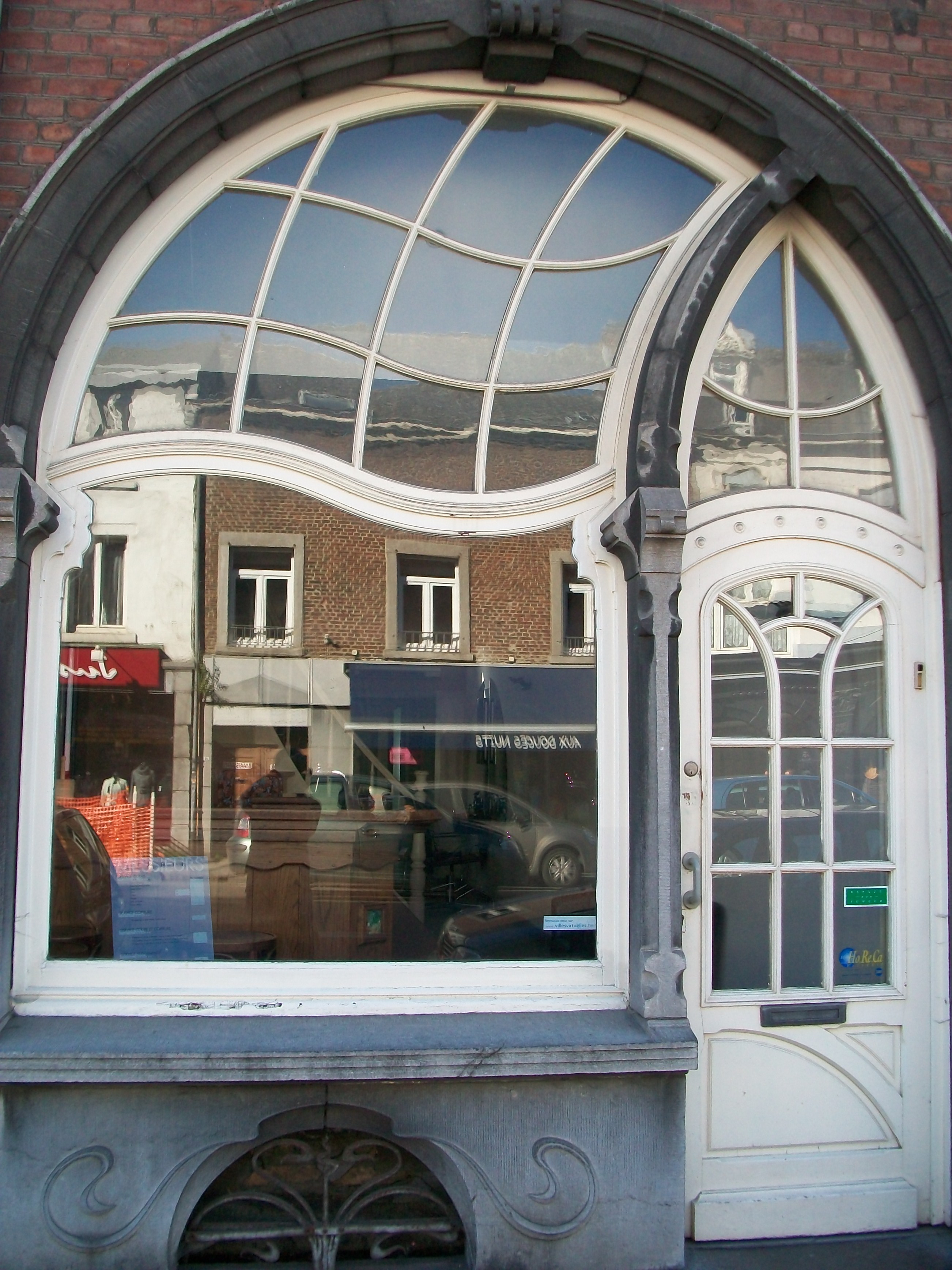
Vitrine

L'originalité de cette construction réside dans la particularité de ses deux vitrines. Celles-ci sont constituées d'un arc en plein-cintre incluant à la fois la vitrine et la porte du magasin. On remarquera notamment la partie supérieure de chaque vitrine, inclinée vers la droite et divisée par des petits bois tout en ondulation.
Les deux baies du premier étage reprennent l'ondulation des petits bois du rez-de-chaussée.